# Kłamstwo i miłość
Kłamstwo i miłość (hiszp. La mentira) – meksykańska telenowela wyprodukowana w 1998 roku. W rolach głównych wystąpili Kate del Castillo i Guy Ecker. Główną antagonistkę zagrała Karla Álvarez. 

## Wersja polska
W Polsce telenowela była emitowana w telewizji TVN. Opracowaniem wersji polskiej zajęło się ITI Film Studio dla TVN. Autorką tekstu była Olga Krysiak. Lektorem serialu był Piotr Borowiec.

## Obsada
- Kate del Castillo – Verónica Fernández-Negrete
- Guy Ecker – Demetrio Asúnzolo
- Karla Álvarez (†) – Virginia Fernández-Negrete
- Sergio Basañez – Juan Fernández-Negrete Montero
- Rosa María Bianchi – Sara Montero de Fernández-Negrete
- Eric del Castillo – Teodoro Fernández-Negrete
- Silvia Mariscal – Leticia "Lety"
- Blanca Guerra – Miranda Montesinos
- Tony Bravo – André Belot
- Salvador Pineda – Francisco Moguel
- Tina Romero – Irma de Moguel
- Aarón Hernán – Padre Pablo Williams
- Carlos Camara – José "Pepe" Diez
- Guillermo Rivas – Profesor Aguirre
- Luis Gatica – Santiago Terrazas
- Roxana Castellanos – Yadira Balanzario
- Israel Jaitovich – Jacinto
- Amparo Garrido – Antonia "Toña"
- Julio Bracho – Carlitos Jr.
- Mayrín Villanueva – Nicole Belot
- José Antonio Ferral – Natalicio Gómez "Don Nato"
- Claudia Eliza Aguilar – Gildarda
- Vanessa Arias – Beatriz "Betty"
- Gabriela Arroyo – Maruquita
- Antonio de la Vega – Pepe Martínez
- Vicente Herrera – Mauricio Pérez
- Gustavo Negrete – Carlos
- Rodrigo Abed – Ricardo Platas
- Alex Trillanes – Marcos
- Claudia Troyo – Irazema
- Audrey Vera – Karla
- Ximena Adriana – Mosita
- Eduardo Iduñate – Policía
- Sergio Reynoso – Lic. Ernesto Saucedo
- Elsa Cárdenas – Helen
- Liza Willert – Sra. Gilbert
- Miguel Garza – Ignacio Sosa
- Lucía Pailles – Tula
- José Luis Avendaño – Cecilio
- Carmela Masso – Chona
- Eugenia Avendaño – Guadalupe de Martínez
- Estrella Lugo – Laura
- Alexandra Monterrubio – Susana Blanquet
- Montserrat Campos – Chantal
- Alejandro Villeli – Maestro de teatro
- Rubén Morales
- Jaime Puga
- Yamil Sessin – Salomén Cardo Vera
- Horacio Castelo
- Martín Rojas